# Electroluminescència

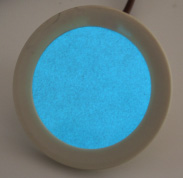
Un llum de vetlla electroluminescent
en funcionament (consum 0.08W a 230V, i data de 1960; diàmetre il·luminant 59 mm)

L'electroluminescència és un fenomen òptic i elèctric en el qual un material emet llum en resposta a un corrent elèctric que flueix a través d'ell, o per causa de la força d'un camp elèctric. Ha de distingir-se de l'emissió de llum per causa de la temperatura (incandescència), per raó de l'acció de productes químics (quimioluminescència) o d'altres fenòmens que també poden generar llum.
Es poden trobar exemples de l'electroluminescència en els llums fluorescents i els Leds, que estan dins de la branca de les fonts electroluminescents.

## Història

Animació d'un LCD, amb i sense retro-il·luminació.

LEC (condensador emissor de llum), és un terme utilitzat almenys des de 1961 per descriure panells electroluminescents. General Electric té patents que daten de 1938, per panells electroluminescents plans.
La Divisió d'Il·luminació Sylvania a Salem i Danvers, MA, va produir i comercialitzar un llum de nit EL (dreta), amb el nom comercial Panelescent més o menys al mateix temps que els panells d'instruments de Chrysler va entrar en producció. Aquests llums han demostrar ser molt fiables, amb algunes mostres conegudessegueixen funcionant correctament després de gairebé 50 anys de funcionament continu.